# José Ignacio Molina
José Ignacio Molina Espinoza (Rauco, Región del Maule, Chile, 23 de marzo de 2000), es un futbolista profesional chileno. Juega de mediocampista y su equipo actual es Deportes Linares de la Segunda División Profesional de Chile.

## Trayectoria

### Inicios
Oriundo de Rauco, se formaría como futbolista en las divisiones inferiores del Club Deportivo Huachipato, en donde sería considerado en el segundo período de la Temporada 2020 y posterior Temporada 2021 por los DT Gustavo Florentín y Juan José Luvera.

### Huachipato
Molina tendría su debut como profesional un 19 de noviembre de 2020, en un partido válido por la Primera División enfrentando a Deportes Iquique, ingresando en el minuto 94' reemplazando a Joaquín Verdugo. Para la Temporada 2021, formaría parte de uno de los planteles más jóvenes del fútbol chileno y siendo considerado por el DT Juan José Luvera como una opción en el mediocampo acerero.

## Estadísticas
| Club                        | Div.          | Temporada     | Liga  | Liga  | Copas nacionales | Copas nacionales | Torneos internacionales | Torneos internacionales | Total | Total |
| Club                        | Div.          | Temporada     | Part. | Goles | Part.            | Goles            | Part.                   | Goles                   | Part. | Goles |
| --------------------------- | ------------- | ------------- | ----- | ----- | ---------------- | ---------------- | ----------------------- | ----------------------- | ----- | ----- |
| Huachipato · Chile          | 1.ª           | 2020          | 1     | 0     | —                | —                | —                       | —                       | 1     | 0     |
| Huachipato · Chile          | 1.ª           | 2021          | 2     | 0     | 4                | 0                | —                       | —                       | 6     | 0     |
| Huachipato · Chile          | 1.ª           | 2022          | 0     | 0     | 0                | 0                | 0                       | 0                       | 0     | 0     |
| Huachipato · Chile          | Total club    | Total club    | 3     | 0     | 4                | 0                | 0                       | 0                       | 7     | 0     |
| Deportes Concepción · Chile | 3.ª           | 2022          | 0     | 0     | 0                | 0                | —                       | —                       | 0     | 0     |
| Deportes Concepción · Chile | Total club    | Total club    | 0     | 0     | 0                | 0                | 0                       | 0                       | 0     | 0     |
| Linares · Chile             | 3.ª           | 2023          | 0     | 0     | 0                | 0                | —                       | —                       | 0     | 0     |
| Linares · Chile             | Total club    | Total club    | 0     | 0     | 0                | 0                | 0                       | 0                       | 0     | 0     |
| Total carrera               | Total carrera | Total carrera | 3     | 0     | 4                | 0                | 0                       | 0                       | 7     | 0     |
| 1. 2.                       |               |               |       |       |                  |                  |                         |                         |       |       |